# Ekstraliga polska w unihokeju mężczyzn 2019/2020
Ekstraliga polska w unihokeju mężczyzn 2019/2020 – 23. edycja najwyższych w hierarchii rozgrywek ligowych polskiego klubowego unihokeja w Polsce.
Sezon został rozegrany do fazy zasadniczej. W związku z epidemią koronawirusa COVID-19 w Polsce odwołano fazę play-off, zaś rozgrywki zostały zakończone. Drużyny zostały sklasyfikowane na podstawie tabeli po fazie zasadniczej, drużyny z III i IV plasując ex–aequo na miejscu III. 
Tym samym mistrzem za sezon 2019/2020 został zespół KS Górale Nowy Targ, wicemistrzem MUKS Zielonka, zaś na trzecim miejscu znalazły się SKS Olimpia Łochów oraz KS Gorący Potok Szarotka Nowy Targ. 

## Uczestnicy rozgrywek
| Lp. | Zespół                                 | Uwagi                                                   |
| --- | -------------------------------------- | ------------------------------------------------------- |
| 1.  | AZS Politechnika Łódzka                |                                                         |
| 2.  | I LO UKS Floorball Gorzów Wielkopolski |                                                         |
| 3.  | TRAVEL.PL Wilki Sanok                  |                                                         |
| 4.  | UKS Bankówka Zielonka                  |                                                         |
| 5.  | SKS Olimpia Łochów                     |                                                         |
| 6.  | UKS Fenomen Babimost                   |                                                         |
| 7.  | TKKF Pionier Tychy                     |                                                         |
| 8.  | JohnnyBros Olimpia Gdańsk              | Rozpoczęli sezon jako Interplastic Olimpia Osowa Gdańsk |
| 9.  | KS Górale Nowy Targ                    |                                                         |
| 10. | KS Gorący Potok Szarotka Nowy Targ     |                                                         |
| 11. | TLU Kala-Izolacje Toruń                |                                                         |
| 12. | KS Lokomotiv Czerwieńsk                |                                                         |
| 13. | UKS Absolwent Siedlec                  |                                                         |
| 14. | UKS Prus Żary                          |                                                         |

## Tabela sezonu zasadniczego
Ostatnia aktualizacja: 28.03.2020
| Pozycja | Zespół                                 | M  | W  | P  | RZ | RP | Bramki    | Punkty |
| ------- | -------------------------------------- | -- | -- | -- | -- | -- | --------- | ------ |
| 1       | KS Górale Nowy Targ                    | 13 | 11 | 2  | 0  | 0  | 113 - 69  | 33     |
| 2       | UKS Bankówka Zielonka                  | 13 | 10 | 2  | 1  | 0  | 136 - 52  | 32     |
| 3       | SKS Olimpia Łochów                     | 13 | 10 | 1  | 0  | 2  | 136 - 70  | 32     |
| 4       | KS Gorący Potok Szarotka Nowy Targ     | 13 | 10 | 2  | 0  | 1  | 152 - 61  | 31     |
| 5       | TravelPL Wilki Sanok                   | 13 | 8  | 3  | 2  | 0  | 102 - 84  | 28     |
| 6       | UKS Fenomen Babimost                   | 13 | 9  | 4  | 0  | 0  | 142 - 91  | 27     |
| 7       | I LO UKS Floorball Gorzów Wielkopolski | 13 | 8  | 4  | 1  | 0  | 101 - 52  | 26     |
| 8       | JohnnyBros Olimpia Osowa Gdańsk        | 13 | 6  | 7  | 0  | 0  | 94 - 94   | 18     |
| 9       | TKKF Pionier Tychy                     | 13 | 4  | 8  | 0  | 1  | 65 - 92   | 13     |
| 10      | AZS Politechnika Łódzka                | 13 | 4  | 9  | 0  | 0  | 109 - 106 | 12     |
| 11      | KS Lokomotiv Czerwieńsk                | 13 | 3  | 10 | 0  | 0  | 52 - 128  | 9      |
| 12      | TLU Kala-Izolacje Toruń                | 13 | 2  | 10 | 0  | 1  | 57 - 133  | 7      |
| 13      | UKS Absolwent Siedlec                  | 13 | 1  | 11 | 1  | 0  | 53 - 124  | 5      |
| 14      | UKS Prus Żary                          | 13 | 0  | 13 | 0  | 0  | 32 - 188  | 0      |

## Punktacja kanadyjska
Ostatnia aktualizacja: 28.03.2020
| Lp. | Zawodnik          | Drużyna                         | Punkt. kan. | Bramki | Asysty | Kary (min) | Ilość roz. spotkań |
| --- | ----------------- | ------------------------------- | ----------- | ------ | ------ | ---------- | ------------------ |
| 1.  | Dawid Szefner     | Fenomen Babimost                | 68          | 40     | 28     | 10         | 13                 |
| 2.  | Jakub Łyskawa     | Fenomen Babimost                | 56          | 40     | 16     | 13         | 13                 |
| 3.  | Łukasz Chlebda    | Gorący Potok Szarotka Nowy Targ | 54          | 38     | 16     | 4          | 13                 |
| 4.  | Rafał Fijałkowski | Politechnika Łódzka             | 50          | 25     | 25     | 8          | 13                 |
| 5.  | Kacper Skura      | Olimpia Łochów                  | 45          | 32     | 13     | 4          | 12                 |
| 6.  | Wojciech Bojko    | Floorball Gorzów                | 42          | 28     | 14     | 28         | 13                 |
| 7.  | Jakub Sujkowski   | TravelPL Wilki Sanok            | 41          | 23     | 18     | 10         | 12                 |